# Marina Brogi
Marina Brogi (Roma, 15 luglio 1967) è un'economista italiana.

## Biografia

### Studi
Ha conseguito la maturità alla Roedean School a Brighton, Regno Unito.
Si è laureata in Economia Politica presso l'Università Commerciale Luigi Bocconi con una tesi con il prof. Tancredi Bianchi, conseguendo 110 e lode.
Ha perfezionato i suoi studi economici presso la London Business School, Regno Unito.
Durante il periodo universitario è stata beneficiaria di premi e riconoscimenti quali una borsa di studio IBM per un corso estivo di informatica, una borsa di studio Erasmus per il finanziamento di soggiorni di studio all'estero, la borsa di studio della Banca Popolare di Luino e di Varese e il premio Ugo La Malfa "Essere cittadino europeo" - sezione studenti universitari.

## Attività

### Carriera accademica
Ha iniziato la carriera accademica come ricercatore di economia delle aziende di credito presso l'Università commerciale Luigi Bocconi.
È diventata professore associato di economia e tecnica dei mercati finanziari presso la Sapienza Università di Roma diventando dal 2007 professore ordinario. Ha rivestito anche il ruolo di vicepreside della facoltà di economia dell'ateneo romano per 6 anni, fino al 2017.
Ha maturato oltre vent'anni di esperienza nel campo della ricerca e della formazione su banca e finanza a livello sia universitario sia post laurea presso numerose università e business school italiane ed estere (Bocconi, Ca' Foscari, London Business School, BI Norwegian School of Business, Zagreb Business School, SDA Bocconi).

### Incarichi
Attualmente è consigliere indipendente di Media for Europe NV, di cui presiede il Comitato ESG, ed è membro dei comitati Nomine e Remunerazioni e Parti Correlate.
Presiede il collegio sindacale di Fratelli Branca Distillerie.
I precedenti incarichi come consigliere indipendente comprendono A2A (vicepresidente del Comitato Remunerazioni), Banco di Desio e della Brianza (componente del Comitato Controllo e Rischi), Luxottica Group (componente del Comitato Risorse Umane), Prelios (componente del Comitato Controllo e Rischi), Salini Impregilo (presidente del Comitato Remunerazioni e Nomine e componente del Comitato Parti Correlate), UBI Banca (componente del Comitato Remunerazioni e del Comitato Rischi), UBI Paramerica SGR (JV tra UBI e Prudential Inc.).

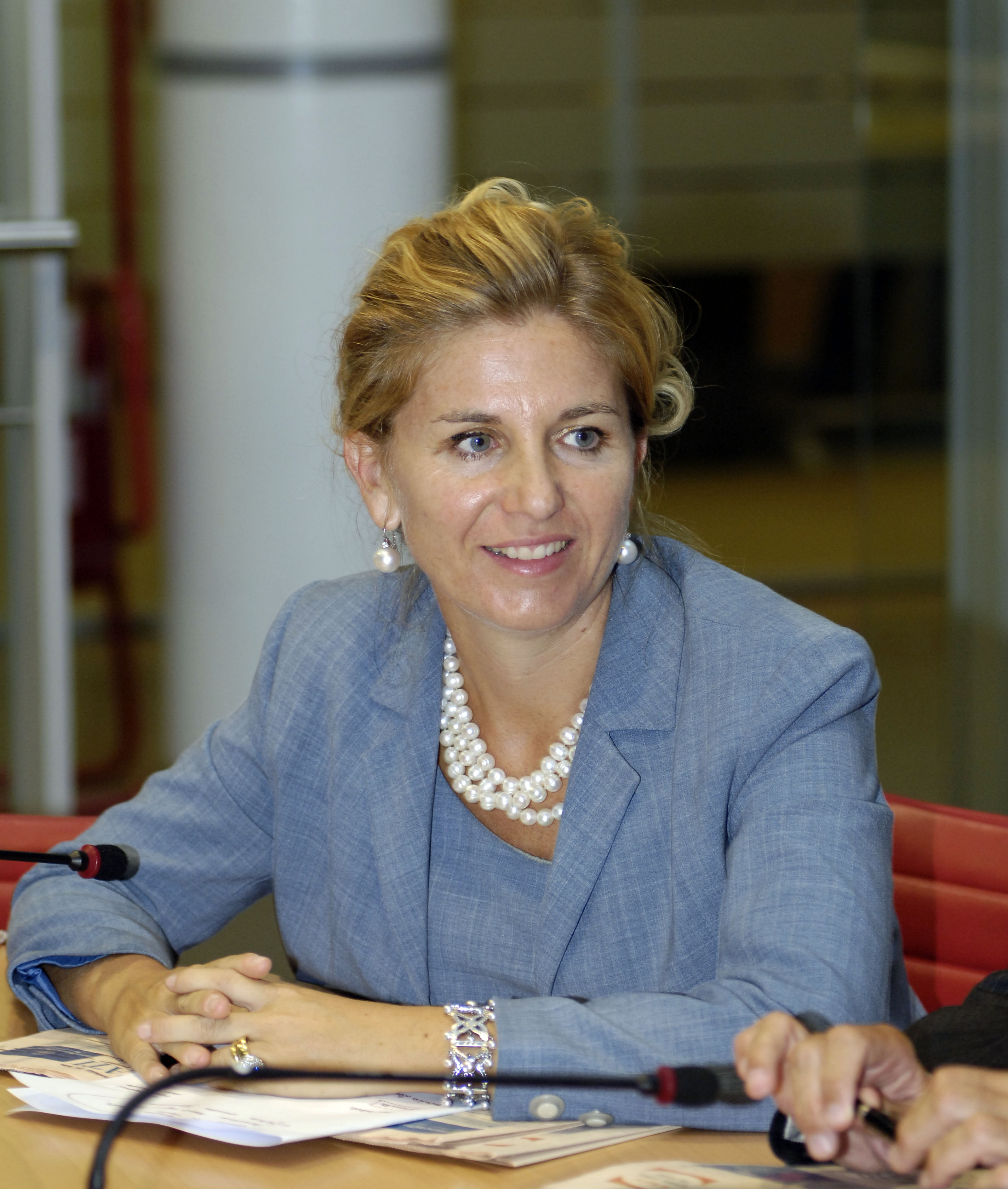

### Incarichi istituzionali
- European Securities and Markets Authority (ESMA) - Componente del Securities and Markets Stakeholder Group
- Banca d’Italia - Nominata dalla Banca d’Italia in organi di gestione e di controllo in procedure di gestione delle crisi delle banche e degli altri intermediari sottoposti a vigilanza. Attualmente è Presidente del Comitato di sorveglianza di Credito Cooperativo Fiorentino in Liquidazione coatta amministrativa (LCA) e del Comitato di sorveglianza di Cape Natixis SGR in LCA e componente del Comitato di Sorveglianza di IMEL.EU in LCA
- Consob - Ha partecipato in qualità di commissario a numerosi concorsi pubblici
- Parlamento e Ministeri - È stata consulente del Ministero dell'Interno e interpellata come esperto in audizione presso la XI Commissione del Lavoro del Senato e VI Commissione Finanze della Camera dei Deputati
- Componente del Gruppo di lavoro per il controllo e il monitoraggio sull'applicazione della legge 120/2012 nelle società partecipate pubbliche presso la Presidenza del Consiglio

### Altre attività
- Componente del CFA Institute Systemic Risk Council - organismo internazionale indipendente fondato negli USA nel 2012 composto da 17 ex esponenti governativi, ex componenti delle autorità ed esperti riconosciuti a livello internazionale presieduto da Erkki Liikanen già Ministro delle Finanze della Finlandia e poi Governatore della Banca di Finlandia e Simon Johnson, già Capo Economista del Fondo Monetario Internazionale. https://www.systemicriskcouncil.org
- Componente del MSCI Thought Leadership Council su Corporate Governance Fundamentals
- Co-Chair Italy di Women Corporate Directors (WCD), l'associazione internazionale che riunisce più di 3500 consigliere di amministrazione che siedono in oltre 7000 consigli nei 6 continenti
- Membro della Global Nominating Commission di WCD presieduta da Myra Hart (Professore Emerito a Harvard e CdA Kraft), Ann Korologos (Ministro del Lavoro del Governo Reagan e CdA Kellogg e American Airlines) e Maggie Wildetrotter (CEO Frontier communication e CdA Procter & Gamble), composta da 40 membri, scelti fra amministratori delegati e membri di comitati nomine, di cui solo 2 europei
- Componente del Comitato Scientifico della Settimana dell'Economia e del Simposio Internazionale dei docenti universitari organizzati dalla Pastorale Universitaria di Roma con la collaborazione del MIUR
- Partecipa al Gruppo Etica e Finanza
- Socio dell’Istituto Javotte Bocconi

### Collaborazioni
- Interviene in qualità di esperto economico per le principali testate giornalistiche italiane televisive (TG1, TG1 economia, Speciale TG1, TG7, Class-CNBC, Sky) e radiofoniche (Radio 1 e Radio 24)
- È autrice di numerosi articoli sulla carta stampata (Il Sole 24 Ore, CorrierEconomia, Finanza e Mercati, Libero Mercato, Bloomberg)

### Aree di interesse scientifico
- Banche, corporate governance e mercato mobiliare
- Speaker su invito a convegni internazionali scientifici e della business community. Ultimi impegni: relazione The Board of Directors and Cybersecurity, EMEA Institute, Parigi, 10-11 febbraio 2016; Attracting International Investors: The Economic Perspective, Swiss Finance Council Archiviato il 30 giugno 2016 in Internet Archive., Bruxelles, 18 febbraio 2016; How to Get Ready for the Next Crisis, WCD Global Institute, New York, 3-5 maggio 2016
- Membro del Comitato Scientifico del Rapporto annuale sul sistema finanziario italiano della Fondazione Rosselli
- Membro del Comitato Scientifico Consob-Bocconi

## Pubblicazioni
È autrice di numerose pubblicazioni scientifiche sulle banche e sulla corporate governance. Si ricordano le più recenti:

### Libri
- Corporate Governance, Egea, 2016
- Getting women on to corporate boards: a snowball starting in Norway, (Huse M., Hansen K, Machold S., Brogi M. editors), Edward Elgar Publishing, 2013, p. 1 - 190;
- Banca, mercati, risparmio, Saggi in onore di Tancredi Bianchi, Volume III, (curatela insieme a Huse M.), Bancaria Editrice, Roma, 2009, p. 1 - 589;
- Banca, sistema, modelli, Saggi in onore di Tancredi Bianchi, Volume I, (curatela insieme a Comana M.), Bancaria Editrice, Roma, 2009, p. 1 - 720;
- Corporate governance e sistema dualistico per banche e assicurazioni, Bancaria Editrice, Roma, 2008, p. 1 - 242;
- Tender offers in Italy in 2005, market for corporate control and safeguard of minorities, (BrogiaM.nd Mrini edS. itors), Roma, 2006, p. 1 - 61;
- Il bilancio della banca come strumento di informazione al mercato: un benchmarking internazionale alla luce delle indicazioni contenute in Basilea 2, WP Newfin, maggio, 2004, p. 1 - 144;
- Creazione del valore e informazione societaria, Quaderno AIAF, n. 108, 2002, p. 1 - 44.

### Articoli su riviste scientifiche
- Weathering the storm: family ownership, governance and performance through the financial and economic crisis, (insieme a Minichilli A. e Calabrò A.), in Corporate Governance: An International Review, 2015, (Impact Factor: 1.734);
- What does really matter in the internationalization of small and medium-sized family businesses? (insieme a Calabrò A. e Torchia M.) in Journal of Small Business Management, 2015 (Impact Factor: 1.361);
- La riforma delle banche popolari, in (a cura di) Capriglione F., Saggi e Monografie di Diritto dell'Economia, CEDAM, 2015, p. 33 - 46;
- Shadow banking, banking union and capital markets union, in Law and Economic Review, n. 2, 2015, p. 383 -400;
- Le politiche di remunerazione nel sistema di corporate governance, in Analisi Giuridica dell'Economia, n. 2, 2014, p. 275 - 293;
- Le politiche di remunerazione tra regolamentazione e say on pay: un'analisi empirica delle banche e delle maggiori società quotate italiane, (insieme a Langone R.), in Banche e Banchieri, n. 4, 2014, p. 467 - 488;
- Board, governance and firm performance: are financial intermediaries different? in Corporate Ownership and Control, n. 8, aprile 2011, p. 60 - 68;
- Adeguatezza patrimoniale, corporate governance e organizzazione a supporto del rapporto banca-impresa, in Bancaria, n. 11, 2011, p. 38 - 54;
- Once bitten twice shy? A study on the effectiveness of administrative sanctions to discipline bank board members, Carefin - Università Bocconi, forthcoming, Working paper presentato alla XIX International “Tor Vergata Conference on Money, Banking and Finance”, Roma, 13 - 17 dicembre 2010;
- Adeguatezza patrimoniale e politica dei dividendi nelle banche italiane, in Bancaria, n. 12, 2010, p. 2 - 18;
- Banche e derivati, in Diritto della banca e del mercato finanziario, n. 3, 2010, p. 561 - 570;
- Critical mass theory and women directors' contribution to board strategic tasks, (insieme a Torchia M., Calabrò A., Huse M.), in Corporate Board: Role, Duties and Composition, volume 6, n. 3, 2010, p. 42 - 51;
- Corporate governance bancaria e sana e prudente gestione, in Banca Impresa Società, n. 2, 2010, p. 283 - 308;
- L'impatto di Solvency II e IFRS sui bilanci delle assicurazioni quotate, in rivista AIAF, n. 68, 2008, p. 21 - 26;
- Analisi della situazione attuale tramite la lettura dei bilanci assicurativi, in quaderno AIAF, n. 139, 2008, p. 21 - 23;
- Il modello dualistico nelle banche e nelle società quotate, in Bancaria, n. 5, 2008, p. 34 - 42;
- Il segmento Star: caratteristiche attuali e prospettive di sviluppo, in Banche e Banchieri, n. 2, 2002, p. 129 - 144.

### Articoli in libri
- Monetary policy and capital adequacy: the impact on credit supply, (insieme a Lagasio V. e Langone R.), in (a cura di) Bracchi G., Masciandaro D., Filotto U., XX Rapporto sul sistema finanziario italiano - European Banking 3.0. Bank Industry and Supervision in the Behavioural Finance Revolution, Fondazione Rosselli, Edibank, Milano 2015, p. 331-358;
- Bank profitability and capital adequacy in the post-crisis context, (insieme a Langone R.), in (a cura di) Malavasi R., Rossi S. Financial crisis, changing patterns in banks behaviour and credit crunch, Springer, p. 95 - 110, 2015;
- Le regole generali: L'organo di gestione, in (a cura di) Cutillo G. e Fontana F., Executive compensation e corporate governance, Franco Angeli, 2015, p. 183 - 204;
- Vigilanza Supplementare sulle Imprese di Assicurazione - Disposizioni generali, (Artt. 210-211 Codice delle Assicurazioni Private), con Scarito S., in (a cura di) Candian A., Carriero G. L., Codice delle Assicurazioni Private annotato con la dottrina e la giurisprudenza. Napoli: Edizioni Scientifiche Italiane, 2014, p. 859 - 865;
- Vigilanza Supplementare sulle Imprese di Assicurazione - Procedure di controllo interno e poteri di vigilanza, (Artt. 212-214 Codice delle Assicurazioni Private), con Vincioni A, in (a cura di) Candian A., Carriero G. L., Codice delle Assicurazioni Private annotato con la dottrina e la giurisprudenza. Napoli: Edizioni Scientifiche Italiane, 2014, p. 865 - 887;
- Vigilanza Supplementare sulle Imprese di Assicurazione - Vigilanza sulle operazioni infragruppo, (Artt. 215-216 Codice delle Assicurazioni Private), con Scarito S., Vincioni A, in (a cura di) Candian A., Carriero G. L., Codice delle Assicurazioni Private annotato con la dottrina e la giurisprudenza. Napoli: Edizioni Scientifiche Italiane, 2014, p. 887 - 894;
- Corporate governance, in (a cura di) Amorosino S., Manuale di diritto del mercato finanziari, Giuffré Editore 2014, p. 375 - 405;
- La governance nelle banche: problemi e prospettive, in (a cura di) Tedeschi C., Bianchi M.T., Gli assetti della governance societaria dalla riforma Vietti ai decreti Monti: miglioramento del sistema o esigenze contingenti?, 2014, p. 33 - 52;
- Italy's lessons learnt from Norway, in Getting Women on to Corporate Boards: A Snowball Starting in Norway, (curatela insieme a Huse M., Hansen K, Machold S.), Edward Elgar Publishing, 2013, p. 187 - 190;
- Can interlocking directorates be good? Insight from problem loans in Italian listed banks, con Stefanelli V., in (a cura di) Carretta A., Mattarocci G., Financial systems in troubled waters Information, strategies and governance to enhance performances in risky times, Routledge, 2013, p. 19 - 39;
- Attacchi alle infrastrutture finanziarie attraverso armi cibernetiche, con Arcuri M. C., Baldoni G., Di Luna G., in (a cura di) Gori U., Lisi S, Information Warfare 2012. Armi cibernetiche e processo decisionale, Franco Angeli Editore, 2013, p. 109 - 126;
- Capital adequacy, corporate governance and organization in the support of the bank – firm relationship, in (a cura di) Bracchi G., Masciandaro D., XVI Rapporto sul sistema finanziario italiano “L'Europa e oltre. Banche e imprese nella nuova regolamentazione”, Fondazione Rosselli, Edibank, Milano, 2011, p. 179 - 210;
- L'internazionalizzazione delle imprese a carattere familiare: il caso della Provincia di Latina, con Calabrò A., Alioto S., Teichner A., in (a cura di) Strangio D., Internazionalizzazione e delocalizzazione delle imprese. Tra globalizzazione ed economia locale quale futuro per Latina e il suo territorio, McGraw Hill, Milano, 2011, p. 165 - 208;
- Capital adequacy and dividend policy, evidence from Italian banks, in (a cura di) Bracchi G., Masciandaro D., XV Rapporto sul sistema finanziario italiano “Le banche italiane sono speciali? Nuovi equilibri tra finanza, imprese e Stato”, Fondazione Rosselli, Edibank, Milano, 2010, p. 219 - 248;
- Appunti sull'organismo di vigilanza ex legge 231 e sistema dei controlli nelle Sgr, in (a cura di) D'Apice R., L'attuazione della Mifid in Italia, Il Mulino, Bologna, 2010, p. 477 - 495;
- IAS, fair value e coefficienti patrimoniali nelle banche, in (a cura di) Comana M., Brogi M., Saggi in onore di Tancredi Bianchi, Volume I, Bancaria Editrice, Roma, 2009, p. 279 - 314;
- Corporate governance of banks and support from the state. What role in the solution to the financial crisis, in (a cura di) Bracchi G., Masciandaro D., XIV Rapporto sul sistema finanziario italiano “Dopo la crisi: l'industria finanziaria italiana tra stabilità e sviluppo”, Fondazione Rosselli, Edibank, Milano, 2009, p. 471 - 497.